# Estación de autobuses de Albacete
La Estación de Autobuses de Albacete es la terminal de transporte de viajeros por carretera de la ciudad española de Albacete. Se encuentra situada en la calle Federico García Lorca, en el noreste de la capital, muy cerca de la autovía A-31, en las inmediaciones de la Estación de Albacete-Los Llanos de ferrocarril y a 10,5 km del Aeropuerto de Albacete, con el que conecta a través del servicio de taxis.
Desde la terminal, Albacete tiene conexiones con múltiples destinos de España mediante líneas regulares de autobuses interurbanos hacia ciudades de autonomías como Comunidad Valenciana, Murcia, Madrid, Cataluña, Andalucía o Extremadura, además de tener conexiones con las principales ciudades de Castilla-La Mancha y con los municipios de la provincia de Albacete.

## Historia
La estación fue inaugurada el 15 de julio de 1980 por José Luis Álvarez, ministro de Transportes, y entró en funcionamiento al público al día siguiente, el 16 de julio de 1980. El primer servicio lo realizó el autobús que cubría la línea Albacete-Ciudad Real con salida a las 04:30 horas de ese día. En 2020 el Ayuntamiento de Albacete anunció su rehabilitación.

## La estación
La estación dispone de 13 740 metros cuadrados, de los que algo más de 2000 metros están destinados a zona de aparcamiento, con 1334 plazas en zona azul. El edificio de viajeros cuenta también con varias superficies comerciales como cafetería o tiendas de diversa índole.
Desde la estación de autobuses de Albacete operan varias empresas, siendo las más importantes por número de viajeros: ALSA y Monbus.

## Líneas
A continuación se muestran algunas de las rutas con paso o terminal en la estación:

### Interurbanas
| Línea   | Recorrido                               | Operador         |
| ------- | --------------------------------------- | ---------------- |
| 611     | Ciudad Real - Albacete                  | Samar            |
| 623     | Toledo - Albacete                       | AISA             |
|         | Cuenca - Albacete                       | Monbus           |
| V-0321  | Albacete - Almansa                      | Autobuses Alsina |
| V-1775  | Albacete - Villarrobledo                | Autobuses Alsina |
| V-3037  | Tomelloso - Albacete                    | Autocares Gómez  |
| VCM-586 | Valdeganga - Tinarejos - Albacete       | Valdebus         |
| VCM-589 | Albacete - Hellín - Noreste de Albacete | Samar            |

### Nacionales
| Línea   | Recorrido                                              | Operador |
| ------- | ------------------------------------------------------ | -------- |
| VAC-055 | Madrid - Alicante con hijuelas                         | ALSA     |
| VAC-093 | Madrid - Jaén con hijuelas                             | Samar    |
| VAC-150 | Sevilla y Málaga a Montgat y Manresa con hijuelas      | ALSA     |
| VAC-248 | Puertollano - Tomelloso - Cuenca - Albacete - Valencia | ALSA     |